# Sonia Sanoja
Sonia Sanoja (Caracas, 2 de abril de 1932 - 26 de março de 2017) foi uma bailarina, mestre, coreógrafa e poeta venezuelana, pioneira da actividade de dança de seu país nos anos 1940, em particular em dança contemporânea.

## Obra

### Livros
- 1963: Durações visuais[3]
- 1971: A través de la danza
- 1992: Bajo el signo de la danza

## Prémios e reconhecimentos
- 1998: Prémio Nacional de Dança de Venezuela